# Orbital (album)
Orbital (noto anche come Green Album) è il primo album in studio del gruppo musicale inglese Orbital, pubblicato nel 1991.

## Descrizione
Esistono molte versioni con tracklist differenti. La versione europea originale include le versioni live di "Chime" e "Midnight". Orbital è stato pubblicato nel 1992 con una copertina e un elenco di brani significativamente diversi negli Stati Uniti, incorporando remix e singoli non album. Tutte le tracce della versione americana sono state rimasterizzate utilizzando Bedini Audio Spectral Enhancer (BASE) per migliorare i loro effetti stereofonici.

## Tracce
Versione originale (UK)
1. The Moebius – 7:01
2. Speed Freak – 7:16
3. Oolaa – 6:21
4. Desert Storm – 12:05
5. Fahrenheit 303 – 8:24
6. Steel Cube Idolatry – 6:34
7. High Rise – 8:24
8. Chime (Live) – 5:56
9. Midnight (Live) – 6:53
10. Belfast – 8:06
11. I Think It's Disgusting (Outro) – 0:51

Versione statunitense
1. Belfast – 8:06
2. The Moebius – 7:01
3. Speed Freak (Moby Remix) – 5:40
4. Fahrenheit 303 – 7:04
5. Desert Storm – 12:05
6. Oolaa – 6:21
7. Chime – 8:01
8. Satan – 6:44
9. Choice – 5:30
10. Midnight – 5:08
11. Steel Cube Idolatry (nella versione in cassetta) – 6:34

## Crediti
- Paul Hartnoll - Performer (Orbital)
- Phil Hartnoll - Performer (Orbital)
- Orbital - Produttore
- Tim Hunt - Ingegnere
- Herbert Lesch - Assistente ingegnere
- Fultano '91 - Design del cd